# Actinote aurantia
Actinote aurantia är en fjärilsart som beskrevs av Jordan 1913. Actinote aurantia ingår i släktet Actinote och familjen praktfjärilar. Inga underarter finns listade i Catalogue of Life.